# 매리언 존스
매리언 로이스 존스(영어: Marion Lois Jones, 1975년 10월 12일 ~ )는 미국의 전직 육상 선수이자 전직 농구 선수이다.

## 경력
매리언 존스는 1975년 10월 12일에 캘리포니아주 로스앤젤레스에서 아프리카계 미국인 아버지와 벨리즈인 어머니 사이에서 태어났다. 어린 시절에는 농구과 육상 경기에서 뛰어난 재능을 갖고 있었으며 1994년에는 전미 대학 체육 협회(NCAA) 여자 농구 선수권 대회에서 노스캐롤라이나 대학교 채플힐 대표로 참가하여 우승을 경험했다. 매리언 존스는 1996년 애틀랜타 하계 올림픽 개막 이전에 일어난 부상으로 인해 미국 여자 농구 대표팀 선발전에서 탈락한 뒤부터 육상에 전념하게 된다.
매리언 존스는 1997년 세계 육상 선수권 대회에서 금메달 2개(100m, 400m 계주)를 획득했고 2000년 시드니 하계 올림픽에서는 금메달 3개(100m, 200m, 1600m 계주), 동메달 2개(멀리뛰기, 400m 계주)를 획득했다. 2001년 세계 육상 선수권 대회에서는 금메달 2개(200m, 1600m 계주), 은메달 1개(100m)를 획득했다. 하지만 2007년 10월에 매리언 존스가 1999년부터 발코(BALCO) 연구소로부터 금지 약물인 스테로이드를 아마씨 기름인 줄 알고 제공받아 복용한 사실이 밝혀지면서 국제 올림픽 위원회(IOC), 국제 육상 경기 연맹(IAAF)은 매리언 존스가 2000년 9월 1일부터 획득했던 모든 메달을 박탈하는 결정을 내리게 된다. 또한 2008년 1월 11일에는 미국 뉴욕주 화이트플레이스 지방법원으로부터 위증 혐의로 징역 6개월형을 선고받았고 2008년 3월 7일부터 9월 5일까지 텍사스주 포트워스 교도소에 수감되기도 했다.
국제 올림픽 위원회는 2008년 4월 10일에 실시된 투표를 통해 매리언 존스의 올림픽 메달 박탈을 승인했다. 하지만 매리언 존스와 함께 육상 계주 종목에 참가했던 미국 육상 대표팀 동료 선수 7명이 스포츠 중재 재판소(CAS)를 통해 국제 올림픽 위원회의 결정에 이의를 제기했고 스포츠 중재 재판소는 2010년 7월 16일에 매리언 존스와 함께 육상 계주 종목에 참가했던 미국 육상 대표팀 동료 선수들에게 내려진 올림픽 메달 박탈 결정을 무효로 처리한다고 결정했다.
매리언 존스는 1997년부터 노스캐롤라이나 대학교에서 육상부 코치로 활동했던 전직 포환던지시 선수인 C. J. 헌터와 교제했지만 헌터는 선수와 코치 간의 교제를 금지하는 규정을 학내 규정을 위반했기 때문에 대학교에서 해고당하고 만다. 존스와 헌터는 1998년에 결혼했지만 2002년에 일어난 발코 연구소의 도핑 스캔들에 연루되면서 이혼하고 만다.
매리언 존스는 2003년에 자신의 남자친구이자 육상 선수인 팀 몽고메리와의 교제를 통해 아들을 출산했다. 존스는 임신 중이던 2003년 세계 육상 선수권 대회에 불참했지만 2004년 아테네 하계 올림픽에 참가하게 된다. 하지만 몽고메리가 2005년에 미국 반도핑 기구로부터 자격 정지 4년 처분을 받게 되면서 은퇴를 결정했고 존스도 몽고메리와의 이혼을 결정하게 된다.
매리언 존스는 2007년 2월 24일에 2000년 시드니 하계 올림픽 남자 육상 100m에서 동메달을 획득한 바베이도스 출신의 육상 선수인 오바델레 톰슨과 결혼했다. 매리언 존스는 2010년부터 2011년까지 전미 여자 농구 협회(WNBA) 구단인 털사 쇼크에서 뛰었다.